# 부산중부경찰서
부산중부경찰서(釜山中部警察署, Busan Jungbu Police Station)는 부산광역시경찰청이 관할하는 경찰서 중 하나이다. 부산광역시 중구 일대를 관할한다. 부산광역시 중구 중앙대로 105 (대창동1가)에 위치하고 있다.
서장은 총경으로 보한다.

## 연혁
- 1913년: 경상남도 부산경찰서 개서
- 1946년 5월 18일: 제15구경찰서로 변경
- 1957년 7월 26일: 중부산경찰서로 변경
- 1963년 1월 1일: 부산중부경찰서로 변경

## 관할 지구대·파출소·치안센터
| 명칭       | 사진 | 주소                          | 관할구역 | 치안센터 |
| ---------- | ---- | ----------------------------- | -------- | -------- |
| 남포지구대 |      | 해관로 19 (중앙동1가)         |          |          |
| 부평파출소 |      | 보수대로44번길 27 (부평동4가) |          |          |
| 영주파출소 |      | 동영로 77 (영주동)            |          |          |
| 보수파출소 |      | 흑교로 77 (보수동2가)         |          |          |
| 대청파출소 |      | 중구로 103-1 (대청동4가)      |          |          |

## 같이 보기
- 부산광역시지방경찰청